# (4882) Divari
(4882) Divari es un asteroide perteneciente al cinturón de asteroides, descubierto el 21 de agosto de 1977 por Nikolái Stepánovich Chernyj desde el Observatorio Astrofísico de Crimea (República de Crimea).

## Designación y nombre
Designado provisionalmente como 1977 QU2. Fue nombrado Divari en honor al profesor ruso Nikolai Borisovich Divari que desempeñó su trabajo en el Instituto Politécnico de Odessa y destacó en el estudio de la naturaleza de la luz zodiacal y el polvo interplanetario.

## Características orbitales
Divari está situado a una distancia media del Sol de 2,485 ua, pudiendo alejarse hasta 2,737 ua y acercarse hasta 2,234 ua. Su excentricidad es 0,101 y la inclinación orbital 4,778 grados. Emplea 1431 días en completar una órbita alrededor del Sol.

## Características físicas
La magnitud absoluta de Divari es 13,2. Tiene 5,226 km de diámetro y su albedo se estima en 0,372.